# Calopteryx exul
Calopteryx exul е вид водно конче от семейство Calopterygidae. Видът е застрашен от изчезване.

## Разпространение
Разпространен е в Алжир, Мароко и Тунис.